# Erdélyi Római Katolikus Népszövetség
Erdélyi Római Katolikus Népszövetség katolikus társadalmi szervezet 1921-1945 között. Székhely: Kolozsvár, 1940-től Temesvár. A szervezet célja a római katolikus hit, a tudományos, az irodalmi és a karitatív munka gyakorlása, az erdélyi római katolikus egyház iránti hűség erősítése.

## Működése
A szervezet létrehozásának fő kezdeményezői Farkas Lajos, Gyárfás Elemér, Majláth Gusztáv Károly, Zombori László. A román belügyminisztérium törvényes engedélye nyomán 1922. augusztus 9-én megtartották a kolozsvári Magyar Színházban az ünnepélyes alakuló ülést. A kolozsvári anyaszervezet létrejötte után sorban alakultak a kisebb városokban az Erdélyi Római Katolikus Népszövetség fiók szervezetei az erdélyi, a nagyváradi, a szatmári egyházmegyékben, majd Arad környékén és Temesváron.
A szervezet első vezetője Betegh Miklós volt főispán, ügyvezető igazgatója Zombory László lett. Éves közgyűléseiket az Erdélyi Katolikus Nagygyűléseken tartották meg. Az egyes szakosztályok, fiók-szervezetek külön-külön szerveztek beszámoló, fölolvasó, tisztújító üléseket, valamint tanfolyamokat tartottak. 1926-ban alakult kolozsvári fiók, amelynek Jelen Gyula lett az elnöke, ügyvezető igazgatónak pedig Sulyok Istvánt választották meg. E tagozat üléseit, felolvasásait a Római Katolikus Főgimnázium dísztermében, később az iparosok és a kereskedők Katolikus körének székházában (Farkas utca 7.) tartotta.
1928-ban Temesváron Katolikus Egyházmegyei Központ alakult, majd e központ szorgalmazta a Katolikus Munkásszövetkezet (1932) megalapítását. Nagyváradon 1932-ben országos Kolping-napot tartottak, ugyanebben az évben Csíkszeredában megtartották az első erdélyi ifjúsági konferenciát, amelyen a csíki katolikus fiatalok 20 község ifjúságát képviselték.
1935-ben az Erdélyi Római Katolikus Népszövetség helyi tagozatában mintegy 18.700 tag, 65 városi és falusi legényegylet, 16 énekkar, 9 zenekar, 1 főiskolai szakosztály, 4 olvasókör, 10 sportegylet, 2 napközi otthon és 2 szegénygondozó egyesület működött. Az Erdélyi Római Katolikus Népszövetségnek nagy szerepe volt az Erdélyi Katolikus Akadémia megalapításának előkészítésében (1929), mely 1936-tól a bécsi döntésekig Pázmány Péter Társaság néven működött. Az Erdélyi Római Katolikus Népszövetség központja a bécsi döntések után Kolozsvár helyett Temesvár lett.

## Kiadványaiból
- Mit akar a Katholikus Népszövetség? Beszédvázlat a vidéki tagozatok alakuló ülésére. Kolozsvár, 1922
- Őrszem, Nagyvárad, 1923-24: a hitbuzgalmi és szociális szakosztály, Hírnök, 1923-25: a 2. szakosztály közlönye. – Falu-füzetek, 1938-1939
- Erdélyi Római Katolikus Népszövetség Naptára. Tagértesítője Erdélyi Római Katolikus Népszövetség címen jelent meg
- Az Erdélyi Római Katolikus Népszövetség jelentése az 1941/42 évről. Kolozsvár, 1942. – Mihalovics 1942:320. – Balogh-Gergely 1993
- Erdélyi Római Katolikus Népszövetség, Nagyvárad, 1930:1-3. sz.; Kolozsvár, 1931:1-2. sz.: tagértesítő. – Megj. rendszertelenül 16 old., a tagok ingyen kapták. Szerk. Oswald Pál, 1931: Sándor Imre ügyvezető igazgató, Nyomda: Szt László, 1931: Lengyel Sándor. – Az 1931:1. sz. a katolikus ifjúsági egyesületek ügyrendje.